# Somali Premier League
Die Somali Premier League ist die höchste Spielklasse im Männerfußball der Somali Football Federation, dem nationalen Fußballverband von Somalia.

## Geschichte
Bereits in Italienisch-Somaliland gab es zwischen 1932/33 und 1939/40 Fußballmeisterschaften, an denen sich Vereine italienischer Kolonisten beteiligten. Die ersten heimischen Vereine wurden in den 1940er gegründet. Im italienischen Treuhandgebiet Somalia wurden die Fußballmeisterschaften fortgeführt. Nach der Unabhängigkeit Somalias erfolgte ab 1967 die regelmäßige Austragung einer nationalen Fußballmeisterschaft.
Die Fußballmeisterschaft 2004 wurde einige Wochen nach Beginn unterbrochen und erst ab August 2006 weiter gespielt. Die in den 2000er First Division genannte Liga wurde 2018 in Somali Premier League umbenannt. Aktuell spielen zehn Mannschaften im Rundenturnier mit Hin- und Rückspiel gegeneinander. Der am Saisonende punktbeste Verein ist somalischer Fußballmeister, die beiden schlechtplatziertesten Teams steigen in die Second Division ab. In den letzten Jahren Begann die Saison im Dezember und endete im Juli oder August des folgenden Jahres. Die Spielzeit 2018 begann hingegen erst im Januar.
Der somalische Fußballverband hat von 1991 bis 2018 keinen Vertreter aus der Liga für die CAF Champions League gemeldet. Dafür qualifizierte sich der somalische Fußballmeister für den CECAFA Club Cup. Größter Erfolg in diesem Wettbewerb war der zweite Platz durch Horseed FC 1977. In der Saison 2019/2020 nahm mit Dekedaha erstmals wieder ein Vertreter Somalias an der Champions League teil, scheiterte aber in der Qualifikation mit 0:7 und 0:6 an Zamalek.

## Fußballmeister von Somalia
- 1967: Somali Police FC
- 1968: Hoga
- 1969: Lavori Publici
- 1970: Lavori Publici
- 1971: Lavori Publici
- 1971/72: Horseed FC
- 1972/73: Horseed FC
- 1973/74: Horseed FC
- 1975: Mogadishu Municipality
- 1976/77: Horseed FC
- 1977/78: Horseed FC
- 1978/79: Horseed FC
- 1979/80: Horseed FC
- 1980/81: Lavori Publici
- 1982: Wagad Mogadishu
- 1983: National Printing Agency
- 1984: Marine Club
- 1985: Wagad Mogadishu
- 1986: Mogadishu Municipality
- 1987: Wagad Mogadishu
- 1988: Wagad Mogadishu
- 1989: Mogadishu Municipality
- 1990: Gaadiidka FC
- 1991–93: Keine Austragung
- 1994: Morris Supplies
- 1995: Alba FC
- 1996–97: Keine Austragung
- 1998: Ports Authority
- 1999: Banadir Telecom
- 2000: Elman FC
- 2001: Elman FC
- 2002: Elman FC
- 2003: Elman FC
- 2004–06: Banadir Telecom
- 2007: Ports Authority
- 2008: Keine Austragung
- 2009: Banadir Telecom
- 2010: Banadir Telecom
- 2011: Elman FC
- 2012: Elman FC
- 2013/14: Banadir Telecom
- 2014/15: Heegan FC
- 2015/16: Banadir Telecom
- 2016/17: Dekedaha FC
- 2018: Dekedaha FC
- 2019: Dekedaha FC
- 2019/20: Mogadishu City Club
- 2021: Horseed FC
- 2021/22: Gaadiidka FC
- 2023/24: Dekedaha FC
- 2024/25: Mogadishu City Club

## Rekordmeister
| Verein                                    | Titel | Jahr                                                                      |
| ----------------------------------------- | ----- | ------------------------------------------------------------------------- |
| Banadir Sports Club / Mogadishu City Club | 10    | 1986, 1989, 1999, 2004/06, 2009, 2010, 2013/14, 2015/16, 2019/20, 2024/25 |
| Horseed FC                                | 8     | 1971/72, 1972/73, 1973/74, 1976/77, 1977/78, 1978/79, 1979/80, 2020/21    |
| Elman FC                                  | 6     | 2000, 2001, 2002, 2003, 2011, 2012                                        |
| Ports Authority / Dekedda FC              | 5     | 1998, 2007, 2017, 2018, 2019                                              |
| Lavori Publici                            | 4     | 1969, 1970, 1971, 1980/81                                                 |
| Wagad                                     | 4     | 1982, 1985, 1987, 1988                                                    |
| Somali Police FC / Heegan FC              | 2     | 1967, 2014/15                                                             |
| Gaadiidka FC                              | 2     | 1990, 2022                                                                |
| Hoga Mogadishu                            | 1     | 1968                                                                      |
| National Printing Agency                  | 1     | 1983                                                                      |
| Marine Club                               | 1     | 1984                                                                      |
| Morris Supplies                           | 1     | 1994                                                                      |
| Alba FC                                   | 1     | 1995                                                                      |

## Aktuelle Saison
In der Saison 2024/25 nahmen die folgenden zwölf Mannschaften am Spielbetrieb teil:
- Badbaado FC
- Dekedaha SC
- Elman FC
- Gaadiidka FC
- Gasko FC
- Heegan FC
- Horseed FC
- Jazeera SC
- Jeenyo FC
- Madbacadda FC
- Mogadischu City Club
- Raadsan SC